# Ectoedemia euphorbiella
Ectoedemia euphorbiella là một loài bướm đêm thuộc họ Nepticulidae. Nó được tìm thấy ở miền nam châu Âu.
Ấu trùng ăn Euphorbia acanthothamnos, Euphorbia brittingeri, Euphorbia characias, Euphorbia dendroides, Euphorbia fragifera, Euphorbia myrsinites, Euphorbia palustris, Euphorbia rigida, Euphorbia serrata và Euphorbia terracina. Chúng ăn lá nơi chúng làm tổ.